# Paweł Pawlikowski
Paweł Aleksander Pawlikowski (Varsóvia, 15 de outubro de 1957) é um cineasta polonês. Venceu o Oscar de melhor filme estrangeiro na edição de 2015 pela realização da obra Ida.

## Filmografia
- Dostoevsky's Travels (1992)
- Lucifer over Lancashire (1997)
- Twockers (1998)
- Korespondent (1999)
- Ostatnie wyjście (2000)
- My Summer of Love (2004)
- Kobieta z piątej dzielnicy (2011)
- Ida (2014)
- Zimna wojna (2017)

## Prêmios e indicações
- Venceu: Oscar de melhor filme estrangeiro - Ida (2014)
- Indicado: Oscar de melhor diretor e melhor filme estrangeiro - Zimna wojna (2018)